# Малый Грязивец
Ма́лый Грязи́вец (бел. Ма́лы Гразі́вец) — деревня в составе Волковичского сельсовета Чаусского района Могилёвской области Республики Беларусь.

## Население
- 2010 год — 2 человека